# Markies

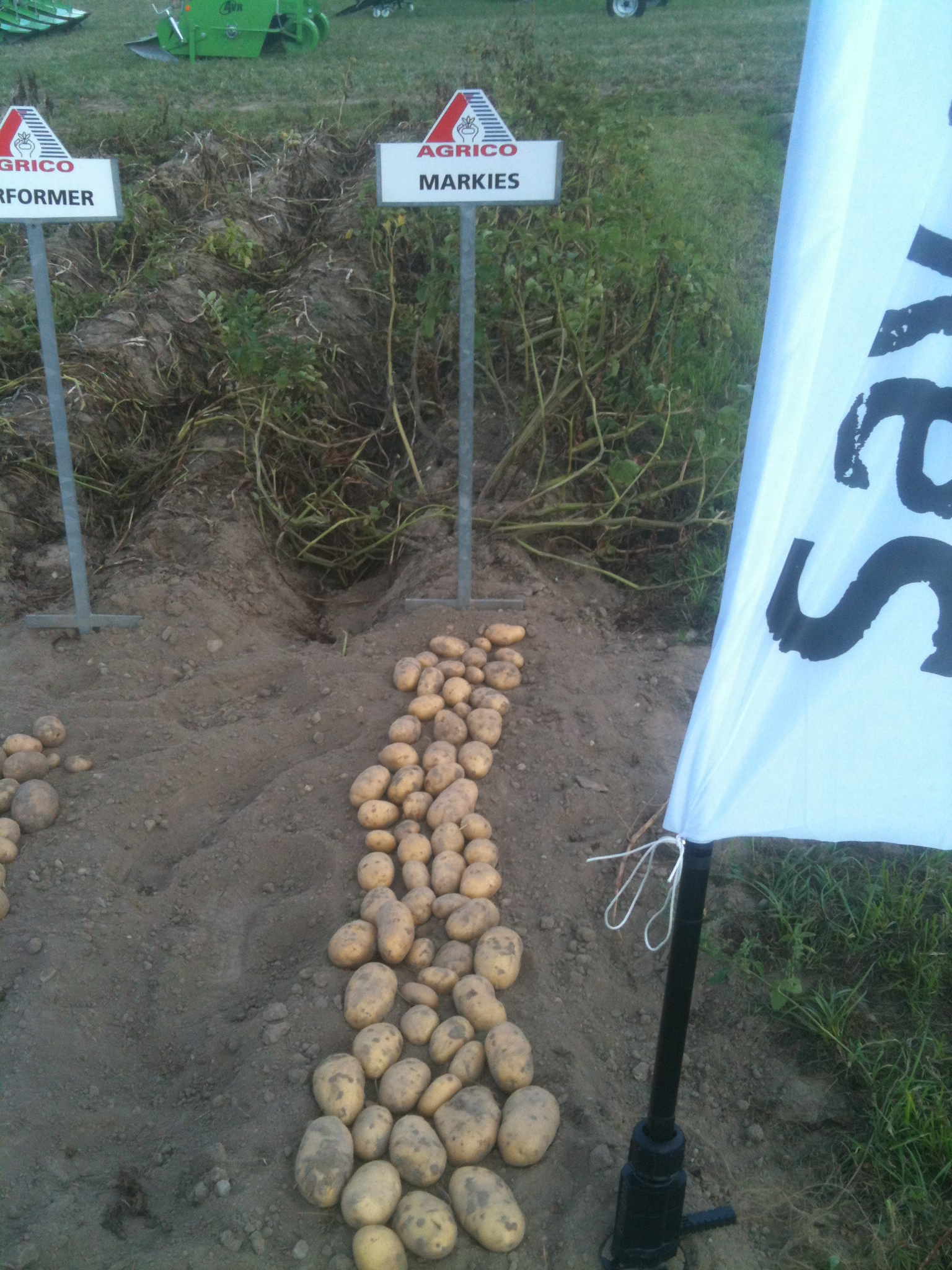
Sorte Markies

Markies ist eine mittelspäte Kartoffelsorte, welche überwiegend zur Pommes-frites-Herstellung genutzt wird. Sie ist eine Kreuzung aus Fianna x Agria. Die Keimruhe ist sehr ausgeprägt. Anfällig ist Markies für Schorf sowie das Blattrollvirus. Die Knollen fallen eher groß aus. Vom Kochtyp her ist sie ziemlich festkochend bis mehlig, auffallend ist ihre dunkle Schale bei weiß-gelber Fleischfarbe. Züchter ist Agrico. Zu beachten ist, dass manche Literaturquellen von dem Einsatz des Herbizidwirkstoffs Metribuzin in Nachauflaufbehandlungen abraten.